# Best - The Greatest Hits Of S Club 7
 (mai 2017).
Si vous disposez d'ouvrages ou d'articles de référence ou si vous connaissez des sites web de qualité traitant du thème abordé ici, merci de compléter l'article en donnant les références utiles à sa vérifiabilité et en les liant à la section « Notes et références ».
Albums de S Club 7
Seeing Double
(2002)
Singles
1. Say Goodbye
Sortie : 26 mai 2003
2. Love Ain't Gonna Wait for You
Sortie : 26 mai 2003

Best - The Greatest Hits of S Club 7 (ou simplement Best) est le 5e et dernier album du groupe de musique pop anglais S Club 7, sorti en 2003.

## Présentation
Il s'agit de l'album d'adieu du groupe, réalisé par la maison de disques Polydor, comprenant une compilation de 12 de leurs plus grands succès, précédemment parus en singles, ainsi qu'un titre inédit écrit spécialement pour l'occasion : Say Goodbye.
L'édition originale Royaume-Uni / Europe comporte 2 titres bonus supplémentaires, par rapport à l'édition internationale, dont un inédit Everybody Get Pumped.
L'album sort le 2 juin 2003 au Royaume-Uni où il a atteint la 2e position du UK Albums Chart Top 40, maintenu hors de la première place par You Gotta Go There to Come Back du groupe Stereophonics[réf. nécessaire].
Un DVD, contenant les 13 vidéos musicales de l'édition originale internationale, est produit pour coïncider avec la sortie de l'album. Il comprend, également, des bonus, des interviews inédites et rares avec le groupe lors de la sortie de chacun de leurs albums précédents.
L'album est réédité le 4 mai 2015 et contient également 2 titres supplémentaires dont un inédit, Rain.

## Liste des titres
| Édition originale internationale | Édition originale internationale | Édition originale internationale | Édition originale internationale | Édition originale internationale | Édition originale internationale | Édition originale internationale | Édition originale internationale | Édition originale internationale | Édition originale internationale |
| No                               | Titre                            | Album original                   | Durée                            |                                  |                                  |                                  |                                  |                                  |                                  |
| -------------------------------- | -------------------------------- | -------------------------------- | -------------------------------- | -------------------------------- | -------------------------------- | -------------------------------- | -------------------------------- | -------------------------------- | -------------------------------- |
| 1.                               | Bring It All Back                | S Club (1999)                    | 3:29                             |                                  |                                  |                                  |                                  |                                  |                                  |
| 2.                               | S Club Party                     | S Club (1999)                    | 3:30                             |                                  |                                  |                                  |                                  |                                  |                                  |
| 3.                               | Two in a Million                 | S Club (1999)                    | 3:35                             |                                  |                                  |                                  |                                  |                                  |                                  |
| 4.                               | You're My Number One             | S Club (1999)                    | 3:26                             |                                  |                                  |                                  |                                  |                                  |                                  |
| 5.                               | Reach                            | 7 (2000)                         | 4:02                             |                                  |                                  |                                  |                                  |                                  |                                  |
| 6.                               | Natural                          | 7 (2000)                         | 3:14                             |                                  |                                  |                                  |                                  |                                  |                                  |
| 7.                               | Never Had a Dream Come True      | 7 (2000) et Sunshine (2001)      | 4:01                             |                                  |                                  |                                  |                                  |                                  |                                  |
| 8.                               | Don't Stop Movin'                | Sunshine (2001)                  | 3:53                             |                                  |                                  |                                  |                                  |                                  |                                  |
| 9.                               | Have You Ever                    | Sunshine (2001)                  | 3:22                             |                                  |                                  |                                  |                                  |                                  |                                  |
| 10.                              | You                              | Sunshine (2001)                  | 3:31                             |                                  |                                  |                                  |                                  |                                  |                                  |
| 11.                              | Alive                            | Seeing Double (2002)             | 3:42                             |                                  |                                  |                                  |                                  |                                  |                                  |
| 12.                              | Love Ain't Gonna Wait for You    | Seeing Double (2002)             | 3:48                             |                                  |                                  |                                  |                                  |                                  |                                  |
| 13.                              | Say Goodbye                      | Titre inédit                     | 3:57                             |                                  |                                  |                                  |                                  |                                  |                                  |
| 47:31                            |                                  |                                  |                                  |                                  |                                  |                                  |                                  |                                  |                                  |

| Titres bonus - Édition originale Royaume-Uni et Europe | Titres bonus - Édition originale Royaume-Uni et Europe | Titres bonus - Édition originale Royaume-Uni et Europe | Titres bonus - Édition originale Royaume-Uni et Europe | Titres bonus - Édition originale Royaume-Uni et Europe | Titres bonus - Édition originale Royaume-Uni et Europe | Titres bonus - Édition originale Royaume-Uni et Europe | Titres bonus - Édition originale Royaume-Uni et Europe | Titres bonus - Édition originale Royaume-Uni et Europe | Titres bonus - Édition originale Royaume-Uni et Europe |
| No                                                     | Titre                                                  | Album original                                         | Durée                                                  |                                                        |                                                        |                                                        |                                                        |                                                        |                                                        |
| ------------------------------------------------------ | ------------------------------------------------------ | ------------------------------------------------------ | ------------------------------------------------------ | ------------------------------------------------------ | ------------------------------------------------------ | ------------------------------------------------------ | ------------------------------------------------------ | ------------------------------------------------------ | ------------------------------------------------------ |
| 14.                                                    | Everybody Get Pumped                                   | Titre inédit                                           | 3:15                                                   |                                                        |                                                        |                                                        |                                                        |                                                        |                                                        |
| 15.                                                    | Bring the House Down                                   | 7 (2000)                                               | 3:02                                                   |                                                        |                                                        |                                                        |                                                        |                                                        |                                                        |
| 53:49                                                  |                                                        |                                                        |                                                        |                                                        |                                                        |                                                        |                                                        |                                                        |                                                        |

| Titres supplémentaires - Réédition (4 mai 2015) | Titres supplémentaires - Réédition (4 mai 2015) | Titres supplémentaires - Réédition (4 mai 2015) | Titres supplémentaires - Réédition (4 mai 2015) | Titres supplémentaires - Réédition (4 mai 2015) | Titres supplémentaires - Réédition (4 mai 2015) | Titres supplémentaires - Réédition (4 mai 2015) | Titres supplémentaires - Réédition (4 mai 2015) | Titres supplémentaires - Réédition (4 mai 2015) | Titres supplémentaires - Réédition (4 mai 2015) |
| No                                              | Titre                                           | Album original                                  | Durée                                           |                                                 |                                                 |                                                 |                                                 |                                                 |                                                 |
| ----------------------------------------------- | ----------------------------------------------- | ----------------------------------------------- | ----------------------------------------------- | ----------------------------------------------- | ----------------------------------------------- | ----------------------------------------------- | ----------------------------------------------- | ----------------------------------------------- | ----------------------------------------------- |
| 16.                                             | Friday Night                                    | S Club (1999)                                   | 3:50                                            |                                                 |                                                 |                                                 |                                                 |                                                 |                                                 |
| 17.                                             | Rain                                            | Titre inédit                                    | 3:47                                            |                                                 |                                                 |                                                 |                                                 |                                                 |                                                 |
| 61:25                                           |                                                 |                                                 |                                                 |                                                 |                                                 |                                                 |                                                 |                                                 |                                                 |